# Kęstutis Ivaškevičius
Kęstutis Ivaškevičius est un footballeur lituanien né le 17 avril 1985 à Klaipėda.

## Carrière
| Saison  | Club                         | Pays     |
| ------- | ---------------------------- | -------- |
| 2003    | Atlantas Klaipėda            | Lituanie |
| 2004    | Atlantas Klaipėda FBK Kaunas | Lituanie |
| 2005    | FBK Kaunas FK Šilutė         | Lituanie |
| 2006    | FBK Kaunas                   | Lituanie |
| 2006-07 | Heart of Midlothian          | Écosse   |